# Dessenheim
 Dessenheim  (en alsacià Dassene) és un municipi francès, situat a la regió del Gran Est, al departament de l'Alt Rin. L'any 2006 tenia 1.143 habitants.

## Demografia
| 1962 | 1968 | 1975 | 1982 | 1990 | 1999  |
| ---- | ---- | ---- | ---- | ---- | ----- |
| 698  | 756  | 817  | 830  | 928  | 1.050 |

## Administració
| Període   | Identitat          | Partit |
| --------- | ------------------ | ------ |
| 1995-2001 | Francis Foechterlé |        |
| 2001-2008 | Bernard Boehly     |        |
| 2008-     | Francis Foechterlé |        |

## Agermanaments
- Cocumont